# Franjo Ivanović
Franjo Ivanović (Schwaz, Austria, 1 de octubre de 2003) es un futbolista austríaco que juega de delantero en el S. L. Benfica de la Primeira Liga.

## Trayectoria
El 31 de agosto de 2024 firmó un contrato de cuatro años con el Royale Union Saint-Gilloise. En su primer año en Bélgica marcó veinte goles en 46 partidos y añadió uno más en el inicio de su segunda campaña en la Supercopa frente al Club Brujas. Unos días después fue traspasado al S. L. Benfica a cambio de 22.8 millones de euros que podían aumentarse en hasta cinco millones en función de determinados objetivos.

## Selección nacional
El 20 de marzo de 2025 hizo su debut con la selección de Croacia en un encuentro de la Liga de Naciones de la UEFA 2024-25 ante Francia que ganaron por dos a cero.

## Estadísticas

### Clubes
Actualizado al último partido disputado el 7 de noviembre de 2024.
| Club                                  | Div.          | Temporada     | Liga  | Liga  | Liga   | Copas nacionales | Copas nacionales | Copas nacionales | Copas internacionales | Copas internacionales | Copas internacionales | Total | Total | Total  |
| Club                                  | Div.          | Temporada     | Part. | Goles | Asist. | Part.            | Goles            | Asist.           | Part.                 | Goles                 | Asist.                | Part. | Goles | Asist. |
| ------------------------------------- | ------------- | ------------- | ----- | ----- | ------ | ---------------- | ---------------- | ---------------- | --------------------- | --------------------- | --------------------- | ----- | ----- | ------ |
| F. C. Augsburgo II · Alemania         | 4.ª           | 2021-22       | 6     | 0     | 0      | —                | —                | —                | —                     | —                     | —                     | 6     | 0     | 0      |
| F. C. Augsburgo II · Alemania         | 4.ª           | 2022-23       | 36    | 18    | 4      | —                | —                | —                | —                     | —                     | —                     | 36    | 18    | 4      |
| F. C. Augsburgo II · Alemania         | Total club    | Total club    | 42    | 18    | 4      | 0                | 0                | 0                | 0                     | 0                     | 0                     | 42    | 18    | 4      |
| HNK Rijeka · Croacia                  | 1.ª           | 2023-24       | 30    | 5     | 1      | 5                | 4                | 0                | 6                     | 3                     | 0                     | 41    | 12    | 1      |
| HNK Rijeka · Croacia                  | 1.ª           | 2024-25       | 4     | 3     | 1      | —                | —                | —                | 6                     | 1                     | 1                     | 10    | 4     | 2      |
| HNK Rijeka · Croacia                  | Total club    | Total club    | 34    | 8     | 2      | 5                | 4                | 0                | 12                    | 4                     | 1                     | 51    | 16    | 3      |
| Royale Union Saint-Gilloise · Bélgica | 1.ª           | 2024-25       | 7     | 2     | 1      | 0                | 0                | 0                | 4                     | 0                     | 0                     | 11    | 2     | 1      |
| Royale Union Saint-Gilloise · Bélgica | Total club    | Total club    | 7     | 2     | 1      | 0                | 0                | 0                | 4                     | 0                     | 0                     | 11    | 2     | 1      |
| Total carrera                         | Total carrera | Total carrera | 83    | 28    | 7      | 5                | 4                | 0                | 16                    | 4                     | 1                     | 104   | 36    | 8      |

## Palmarés

### Títulos nacionales
| Título                      | Club                 | País    | Año  |
| --------------------------- | -------------------- | ------- | ---- |
| Primera División de Bélgica | Union Saint-Gilloise | Bélgica | 2025 |